# Siegfried Hirsch (Historiker)
Siegfried Hirsch (* 5. November 1816 in Berlin; † 11. September 1860 in Paris) war ein deutscher Historiker.

## Leben
Hirsch stammte aus einer jüdischen Familie und war der Cousin des Historikers Theodor Hirsch. Er widmete sich 1833–1836 in Berlin und Königsberg, durch Leopold von Ranke angeregt, dem Studium der Geschichte und bekundete sein hervorragendes Talent durch zwei in Berlin und in Göttingen gekrönte Preisarbeiten: 1834 über das Leben und die Taten König Heinrichs I. und 1837 über die Echtheit der Chronik von Korvei (zusammen mit Georg Waitz). 1841 erschien ein größeres Werk von ihm über das Leben und die Schriften Sigeberts von Gembloux.
1842 habilitierte er sich an der Universität Berlin und wurde hier 1844 zum außerordentlichen Professor ernannt. Seine ausgebreitete und erfolgreiche Lehrtätigkeit, die sich auf verschiedene Perioden der Geschichte und auf Staatsrecht erstreckte, sowie sein lebhafter Anteil an den Bestrebungen der 1840er und 1850er Jahre, das kirchliche Leben zu heben und zu fördern, für die er in der Presse, namentlich in der Kreuzzeitung, sowie in Vereinen tätig war, und durch die er auch mit Friedrich Julius Stahl in nähere Beziehungen trat, hielten ihn von der Vollendung seines Hauptwerkes, der Geschichte Heinrichs II., ab, die erst nach seinem Tod, bearbeitet und ergänzt von Rudolf Usinger, Hermann Pabst und Harry Breßlau, in den Jahrbüchern des Deutschen Reichs erschien.

## Schriften
- De vita et scriptis Sigiberti, Berlin 1841.
- Jahrbücher des Deutschen Reichs unter Heinrich II. 3 Bände Berlin u. Leipzig 1862–1875.